# Esquina de mesa (Fantin-Latour)
Esquina de mesa é uma pintura a óleo sobre tela de 1872 do pintor francês Henri Fantin-Latour (1836-1904) foi apresentada no Salão de Pinture e de Escultura de Paris de 1872, encontrando-se actualmente no Museu de Orsay.
A pintura é a terceira no tempo de um conjunto de quatro obras de Fantin-Latour (as outras três podem ser vistas em Galeria) que representam grupos de personalidades artísticas da sua época. Este quadro dará destaque aos escritores tendo os dois primeiros, Homenagem a Delacroix (1864) e Estúdio em Batignolles (Fantin-Latour) (1870), juntado pintores que ele admirava, e o quarto, À volta do Piano (1885), juntado músicos.

## Descrição
Este retrato de grupo representa portanto os poetas que se juntavam nos jantares dos Vilãos Finos (Vilains Bonshommes) a que Fantin-Latour se juntou convidado por Edmond Maître. O grupo é representado no fim de uma refeição em volta duma mesa, estando cinco sentados e três de pé, todos de escuro (excepto o mais à direita em cinzento), vendo-se:
- Sentados, da esquerda para a direita: Paul Verlaine, Arthur Rimbaud, Léon Valade, Ernest d'Hervilly, e Camille Pelletan.

- De pé, da esquerda para a direita: Elzéar B. Elzéar, Émile Blémont e Jean Aicard.

Os personagens adoptam poses variadas: um com cachimbo comprido na mão, outro tem um livro aberto; um com a mão no casaco por cima de um relógio de bolso; um de perfil, usando um chapéu alto; outro segurando o queixo com uma mão tendo o braço apoiado na mesa; um com o cabelo eriçado, e outro segurando um copo vazio; um de braços cruzados...
Sobre a mesa coberta por uma toalha branca está uma cesta com o resto de fruta, um jarro de vidro de vinho quase vazio, e, mais à direita, um outro jarro de vidro provavelmente com licor, uma taça de café e um ramo de flores. O fundo é composto pelo canto formado por duas paredes em cada uma das quais está um quadro emoldurado tendo a da esquerda ramos floridos.
O vaso de flores em primeiro plano poderá simbolizar o poeta ausente Albert Mérat.
Existem dois esquissos deste quadro que Fantin-Latour intitulou de Le Repas (A Refeição).
O retrato do jovem Rimbaud é uma das imagens mais conhecidas e reproduzidas deste poeta.

## História
Fantin-Latour teve a intenção de prestar a Baudelaire um tributo semelhante ao que tinha realizado para Delacroix na pintura Homenagem a Delacroix em 1864. Ele pretendia agrupar várias personalidades do mundo literário em torno de um retrato do poeta de Flores do Mal, pois estava-se no quinquagésimo aniversário do seu nascimento e cerca de cinco anos após a sua morte (1821-1867). Foi o seu amigo Edmond Maître que ajudou Fantin a entrar em contacto com vários poetas que frequentavam os bairros junto do Sena, entre eles Albert Mérat, Paul Verlaine e Arthur Rimbaud.
Chicken-Malassis, editor de Baudelaire, referiu na altura a ideia de incluir Leconte de Lisle, Théodore de Banville e mesmo Victor Hugo, que porém se recusaram a posar para o efeito.
Nota-se a ausência de Albert Merat que se recusou a posar junto a Arthur Rimbaud após o incidente num jantar em que Rimbaud interrompeu a declamação por  Jean Aicard e forçou outros poetas a abandonar o encontro.
O quadro foi vendido «a Ingleses», tendo depois sido comprado por Émile Blémont que o doou ao Museu do Louvre em 1910, tendo posteriormente sido integrado no Museu de Orsay.
O quadro foi objecto de uma narrativa romanceada de Claude Chevreuil, Un coin de table, publicado em 2010.

## Galeria

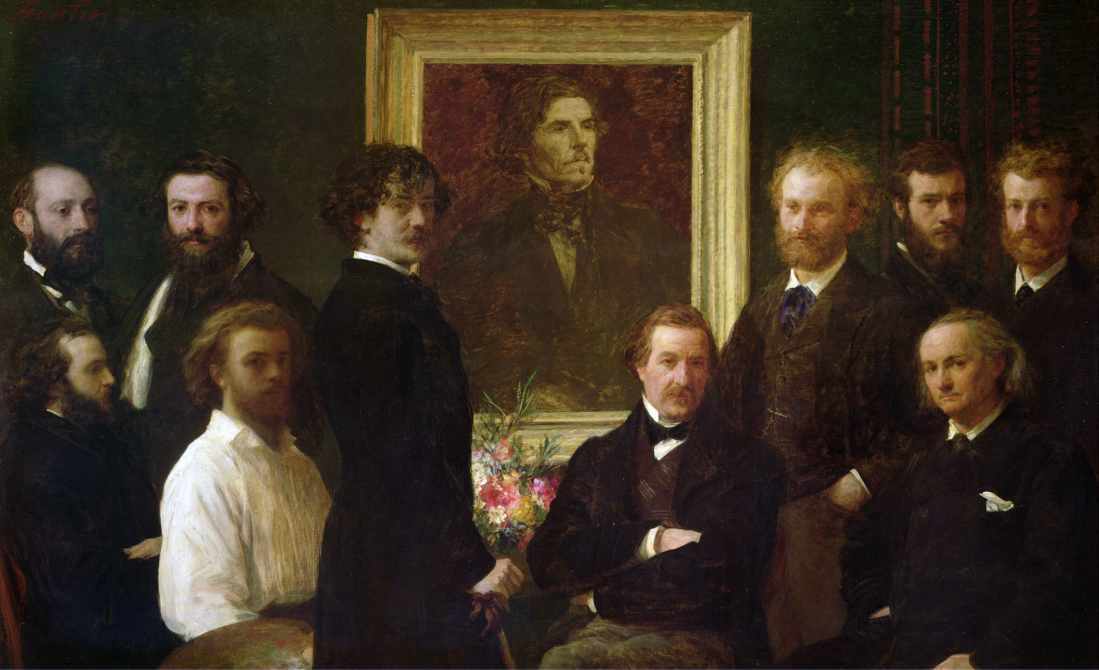
Homenagem a Delacroix (1864), Henri Fantin-Latour, Museu de Orsay, Paris.
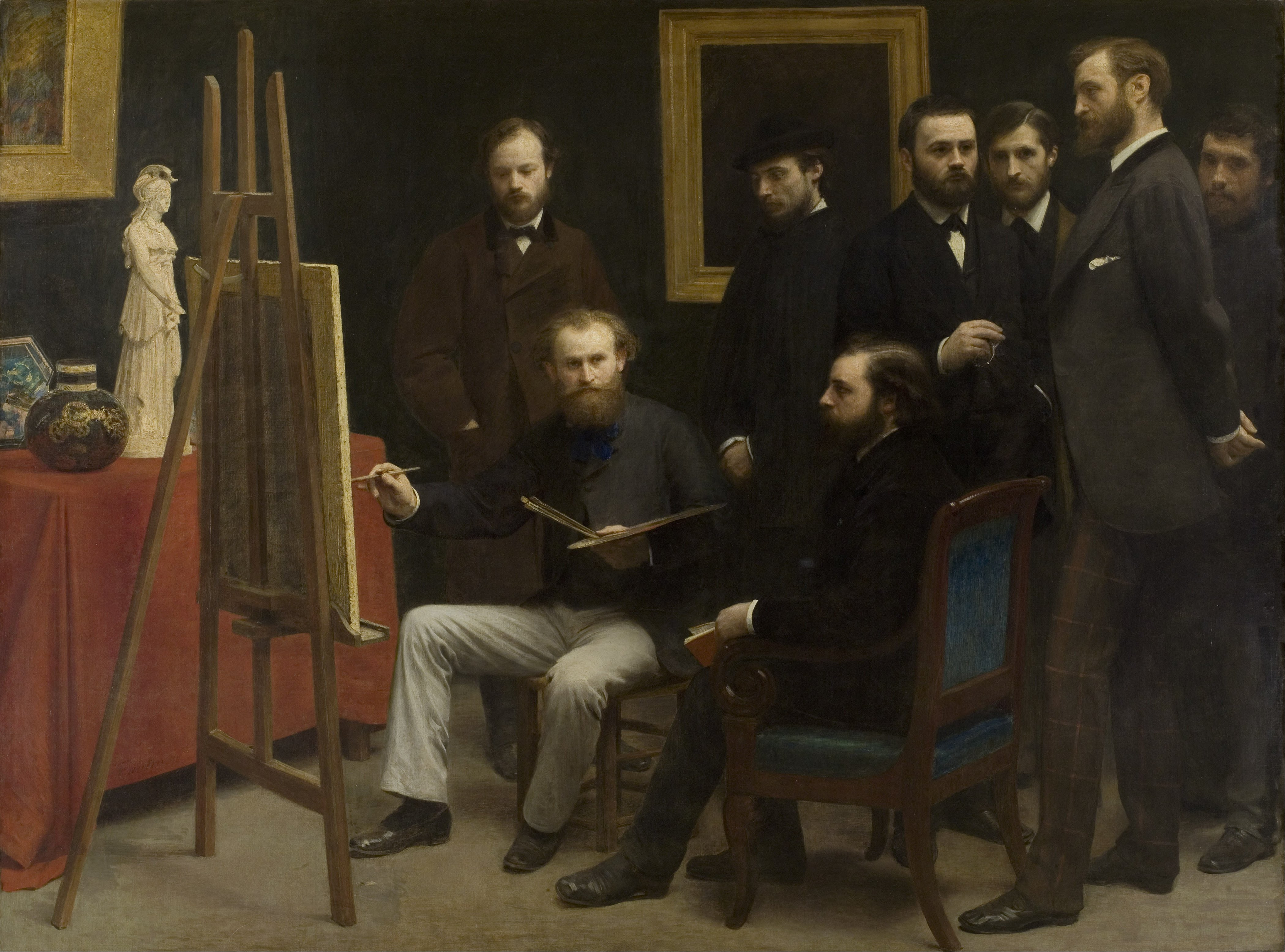
Estúdio em Batignolles (1870), Henri Fantin-Latour, Museu de Orsay, Paris.
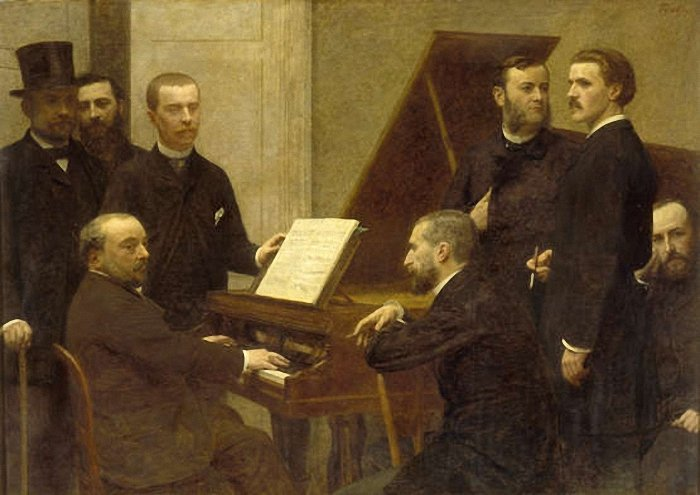
À volta do piano (1885), Henri Fantin-Latour, Museu de Orsay, Paris.

### Ligação externa
- A pintura no sítio do Museu de Orsay,